# Haemerosia vassilininei
Haemerosia vassilininei là một loài bướm đêm trong họ Noctuidae.